# Lípa v Kryštofově Údolí
Lípa v Kryštofově Údolí je památný strom rostoucí v Novině, součásti Kryštofova Údolí, obce na severu České republiky patřící do Libereckého kraje.

## Poloha a historie
Strom roste v Novině u tamního domu číslo popisné 158 ležící severně od silnice číslo II/592. Severně od památného stromu stoupá do nadmořské výšky 560 metrů Simmův kopec. Po úbočí kopce vede zpevněná „Jelení cesta“, po níž je v okolí stromu vedena zeleně značená turistická trasa nazvaná „Svatojakubská cesta“. O prohlášení stromu za památný rozhodl městský úřad v Chrastavě, který 2. února 2007 vydal příslušný dokument, jenž 1. dubna 2007 nabyl své účinnosti.

## Popis
Památný strom je lípa srdčitá (Tilia cordata), obvod jejíhož kmene činí rovných 400 centimetrů. Při vyhlašování památkové ochrany bylo kolem stromu definováno rovněž ochranné pásmo. Má podobu kruhu o poloměru ve velikosti desetinásobku průměru kmene měřeného ve výšce 1,3 metru. Zasahuje tak do pozemků parcelní číslo 57/5, 57/6 a do stavební parcely číslo 8, vše v katastrálním území „Novina u Liberce“.